# San Vendemiano
San Vendemiano (velenceiül San Vendeman) település Olaszországban, Veneto régióban, Treviso megyében. Lakosainak száma 9804 fő (2023. január 1.). San Vendemiano Conegliano, Mareno di Piave, Codogne és San Fior községekkel határos.

## Népesség
A település népességének változása:

| 2018 | 9 958 |
| 2023 | 9 804 |